# 韋輝
韋輝（James Tinker Wakefield，1915年8月26日—2011年7月18日），英國殖民地政務官，1947年至1967年間服務於香港政府，歷任新界民政署長、徙置事務處處長和署理勞工處處長等職，也曾兼任立法局官守委任議員和市政局當然官守議員。
韋輝在港府任職初期負責徙置事務，在1950年至1952年出任社會局首席助理局長期間，他與李孑農負責安置因第二次國共內戰失利而滯留香港的國民黨餘部和他們的眷屬，在韋輝建議下，港府決定選址吊頸嶺（後改稱調景嶺）安置這批難民。

## 生平

### 早年生涯
韋輝在1915年8月26日生於英國大曼徹斯特郡阿什頓安德萊恩，並在同年9月22日於曼徹斯特海德的聖湯馬士教堂受浸。他少時先後就讀於曼徹斯特文法學校（Manchester Grammar School）及曼徹斯特市立技術學院（Manchester Municipal College of Technology）。在第二次世界大戰期間，韋輝隸屬於皇家工兵團，於遠東地區服役。1941年12月，韋輝有份參與香港保衛戰，同月因為香港淪陷而成為戰俘，被日軍拘禁於深水埗的拘留營。

### 港府生涯
二戰完結後，韋輝從拘留營獲釋，並在1946年2月返回英國休養，未幾即於1947年以二級官學生身份加入香港政府，最初出任南約理民官，1949年出任中文考試委員會委員，後於1950年初到社會局（社會福利署前身）出任社會局首席助理局長。由於時任社會局長麥道軻當時需要署任華民政務司，所以韋輝一時成為社會局內實際的領導人物。在社會局任職期間，韋輝負責處理國民黨餘部和他們的眷屬因第二次國共內戰失利而滯留香港的問題，並根據自己在任南約理民官時的見聞，向港府提出在鯉魚門吊頸嶺（後改稱調景嶺）的「大坪」一帶，安置這批國民黨難民。在韋輝及其社會局副手李孑農的策劃下，約7,000名原暫居於摩星嶺的難民獲遷徙到吊頸嶺定居，而韋輝也為這批難民營建了簡單的徙置住所和其他基礎設施。

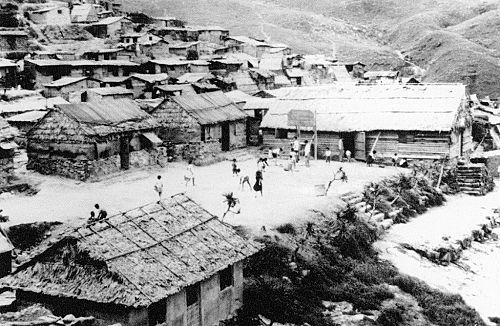
韋輝選址調景嶺安置國民黨難民後的早期情形

在1951年，韋輝發表《韋輝報告》（Wakefield Report），這份報告與前一份的《麥道軻報告》（McDouall Report）一樣，除探討香港的貧民區問題外，又研究為貧民建造永久性居所。不久以後，韋輝在1952年初獲委任為徙置主任，負責為從中國大陸南逃來港的難民、以及其他因為災害而流離失所的居民建造一些簡陋的徙置區，早期的徙置區包括港島的摩星嶺公民村和九龍的東頭村等。徙置區是徙置大廈的前身，在1953年12月，九龍石硤尾寮屋區發生大火，造成50萬人無家可歸，港督葛量洪爵士事後決定興建徙置大廈安置災民，並在1954年1月成立一個徙置事務小組委員會主持督導工作，該委員會由市政局議員祁德尊任主席，而韋輝也是成員之一。在小組委員會的建議下，港府在1954年4月正式成立徙置事務處，專責規劃和興建徙置大廈，自此港府才正式負起營建公營房屋的責任。
韋輝在1954年4月轉任合作社註冊官兼統營處處長（Registrar of Co-operative Socities and Director of Marketing），主理農業和農產品的銷售政策。他復於1955年2月暫任署理勞工處處長，不久以後出任副華民政務司，任內於1957年晉升為一級官學生，1959年再因官制更迭而成為乙級政務官。在1955年，社會局傳出數年前有職員與建築商串謀以詐騙手段取得徙置區住屋許可證的醜聞，有關案件在維多利亞地方法院審訊期間，曾任徙置主任的韋輝也一度被傳召作供。
在1959年9月，韋輝卸任副華民政務司一職，到紐西蘭休假七個月，返港後在1960年4月出任助理輔政司（地政）。韋輝在1963年6月卸任後，再返回英國休假，到1964年4月返港，同年6月接替區歲樂（John Aserappa）出任新界民政署長，同時出任立法局官守委任議員。港府在1965年1月重新以區歲樂出任新界民政署長後，韋輝改任徙置事務處長，並退出立法局，但同時改任市政局當然官守議員。
在1965年10月，韋輝再代替郟亮同（Robert Hetherington）署任勞工處處長，期間再任立法局官守委任議員。在任內，他在1966年2月主持一個跨部門工作小組，研究制定港府未來在社會保障方面的政策。韋輝在1966年9月卸任署任勞工處處長，但繼續主持工作小組，最終在1967年發表工作小組報告。

### 晚年生涯
韋輝在1967年從港府退休，返回英國定居。離港前，他特別向長洲鄉事委員會捐款，希望善款能用作福利用途以惠及長洲鄉民。長洲鄉事委員會為表答謝，曾於1967年舉辦「韋輝盃」足球賽事。
韋輝在2011年7月18日在英國多塞特郡逝世，終年95歲，遺體在7月27日於當地進行火化。

## 個人生活
韋輝已婚，兩人育有子女。

## 著作列表
- Report on Squatters, Simple-Type Housing for Squatters and Permanent Housing for Employees of Government and Utility Companies. Hong Kong: Social Welfare Office, 1951.

（《有關貧民區、為貧民區建造簡單屋宇、以及為政府和公用事業公司僱員建造永久性屋宇的報告》，香港：社會局，1951年。）
- A Report to Consider Certain Aspects of Social Security. Hong Kong: Government Printer, 1967.

（《社會保障重點研究報告》，香港：政府印務局，1967年。）
註：為方便讀者，以上中文書名皆由維基編輯自行翻譯，絕不是指這些著作備有中文譯本，讀者也不應視以上譯名為中文版書名。

## 榮譽
- J.P. （官守）

## 注腳
1. ↑  . England and Wales Birth Registration Index, 1837-2008. 2014-10-01  [2021-03-07] –FamilySearch （英语）.
2. ↑  . England Births and Christenings, 1538-1975. 2020-09-18  [2021-03-07] –FamilySearch （英语）.
3. 1 2 3 4 5  The Colonial Office List. UK: H.M.S.O., 1965.
4. 1 2  "Wakefield, James Tinker", Captive Memories. Liverpool School of Tropical Medicine, retrieved on 8 August 2011.
5. 1 2 3  Lan, On-wai, Kenneth, Rennie's Mill: The Origin and Evolution of a Special Enclave in Hong Kong. The HKU Scholar Hub, 2006.
6. 1 2 3  Smart, Alan, The Shek Kip Mei Myth. Hong Kong University Press, 2006.
7. 1 2 3 4 5 6  Hamilton, Geoffrey Cadzow, Government Departments in Hong Kong, 1841-1969. Hong Kong: Government Printer, 1969.
8. ↑  〈黛絲黃再問韋輝關於假白咭問題〉，《工商日報》第五頁，1955年2月9日。
9. ↑  〈副華民司韋輝返紐西蘭渡假〉，《工商日報》第五頁，1959年9月24日。
10. ↑  〈韋輝夫婦返港將出任新界民政署長〉，《華僑日報》第三張第二頁，1964年5月1日。
11. 1 2 3  Hong Kong 1965. Hong Kong: Hong Kong Government Press, 1966.
12. ↑  〈港府正向安定社會方面採取第一個主要步驟〉，《華僑日報》第二張第四頁，1967年9月15日。
13. ↑  〈長洲提倡體育須有完備球場〉，《華僑日報》第三張第二頁，1967年9月25日。
14. 1 2  "Obituary - James Tinker WAKEFIELD", The Times, 20 July 2011.

### 英文資料
- The Colonial Office List. UK: H.M.S.O., 1965.
- Hong Kong 1965. Hong Kong: Hong Kong Government Press, 1966.
- Hamilton, Geoffrey Cadzow, Government Departments in Hong Kong, 1841-1969. Hong Kong: Government Printer, 1969.
- Smart, Alan, The Shek Kip Mei Myth. Hong Kong University Press, 2006. 網上版本
- Lan, On-wai, Kenneth, Rennie's Mill: The Origin and Evolution of a Special Enclave in Hong Kong. The HKU Scholar Hub, 2006. 網上版本[永久]
- "Obituary - James Tinker WAKEFIELD", The Times, 20 July 2011. 網上版本
- "Wakefield, James Tinker", Captive Memories. Liverpool School of Tropical Medicine, retrieved on 8 August 2011. 網頁 （页面存档备份，存于）

### 中文資料
- 〈黛絲黃再問韋輝關於假白咭問題〉，《工商日報》第五頁，1955年2月9日。
- 〈副華民司韋輝返紐西蘭渡假〉，《工商日報》第五頁，1959年9月24日。
- 〈韋輝夫婦返港將出任新界民政署長〉，《華僑日報》第三張第二頁，1964年5月1日。
- 〈港府正向安定社會方面採取第一個主要步驟〉，《華僑日報》第二張第四頁，1967年9月15日。
- 〈長洲提倡體育須有完備球場〉，《華僑日報》第三張第二頁，1967年9月25日。

## 外部連結
- 鳴遠尋根之旅，尋找倫尼之墓 （页面存档备份，存于）

| 政府职务                | 政府职务                                      | 政府职务      |
| ----------------------- | --------------------------------------------- | ------------- |
| 前任： 姬達             | 合作社註冊官兼 統營處處長 1954年9月-1955年1月 | 繼任： 姬達   |
| 前任： 新創設           | 助理輔政司（地政） 1960年4月-1963年6月        | 繼任： 祁德   |
| 前任： 區歲樂           | 新界民政署長 1964年6月-1965年1月              | 繼任： 區歲樂 |
| 前任： 巴悌             | 徙置事務處處長 1965年1月-1965年10月           | 繼任： 巴悌   |
| 前任： 亞歷山打（署理） | 署理勞工處處長 1965年10月-1966年9月           | 繼任： 郟亮同 |